# Изложба „Нови чланови” (1974)
Изложба „Нови чланови” се одржала у периоду од 11. до 20. априла 1974. године у Галерији Удружења ликовних уметника Србије, Вука Караџића 10.

## Уметнички савет
Радове за изложбу је одабрао Уметнички савет Удружења ликовних уметника Србије у следећем саставу:
- Сликарска секција
  - Војислав Тодорић
  - Светозар Ђорђевић
  - Богомил Карлаварис
  - Миодраг Нагорни
  - Зоран Мандић, заменик
  - Савета Михић, заменица

- Вајарска секција
  - Ангелина Гаталица
  - Љубомир Денковић
  - Славољуб Радојчић
  - Радивој Суботички
  - Ђорђије Црнчевић, заменик

- Графичка секција
  - Слободан Михаиловић
  - Миленко Жарковић
  - Владан Мицић, заменик

## Излагачи
1. Бирта Савица
2. Мелита Влаховљак
3. Илија Вукичевић
4. Андреја Васиљевић
5. Фатима Дедић
6. Сретко Дивљан
7. Моша Ђенић
8. Зоран Ђорђевић
9. Светлана Златић
10. Светислав Здравковић
11. Марјана Каралић
12. Планика Ковачевић
13. Сузана Кубинец
14. Недељко Лампић
15. Радиша Луцић
16. Мирослава Богосављевић Медаковић
17. Младен Маринков
18. Момчило Митић
19. Драган Мојовић
20. Марија Недељковић
21. Миленко Остојић
22. Емил Петровић
23. Радомир Радовановић
24. Радмила Степановић
25. Небојша Стефановић
26. Миливоје Стоиљковић
27. Столе Стојковић
28. Властимир Тодоровић
29. Душан Тодоровић
30. Александар Цветковић